# Encephalartos nubimontanus
Encephalartos nubimontanus — вид голонасінних рослин класу саговникоподібні (Cycadopsida).
Етимологія: лат. nubis — «чорний» і лат. montanus — гора.

## Опис
Рослини деревовиді; стовбур 2,5 м заввишки, 35–40 см діаметром. Листки 110—140 см в довжину, сині або срібні, тьмяні, хребет листка синій, прямий, жорсткий. Листові фрагменти ланцетні, одноколірні; середні — 17–25 см завдовжки, 15–25 мм завширшки. Пилкові шишки 2–5, вузькояйцевиді або веретеновиді, блакитно-зелені, 25–40 см, 5–11 см діаметром. Насіннєві шишки 1–3, яйцевиді, синьо-зелені, 30–40 см, 18–20 см діаметром. Насіння яйцеподібне, 35–38 мм, шириною 23–30 мм, саркотеста червона.

## Поширення, екологія
Країни поширення: ПАР (провінція Лімпопо). Росте на висоті 1000 м. Рослини зростали в землях з низькими відкритими листяними рідколіссями на скелях і під прямими сонячними променями. 

## Загрози та охорона
Оригінальний ареал цього виду був у частині англ. Legalameetse Nature Reserve.